# Liste der Kulturdenkmäler in Berlingen (Eifel)
In der Liste der Kulturdenkmäler in Berlingen sind alle Kulturdenkmäler der rheinland-pfälzischen Ortsgemeinde Berlingen aufgeführt. Grundlage ist die Denkmalliste des Landes Rheinland-Pfalz (Stand: 17. Juli 2023).

## Einzeldenkmäler
| Bezeichnung                     | Lage                 | Baujahr | Beschreibung                                                                                 | Bild                           |
| ------------------------------- | -------------------- | ------- | -------------------------------------------------------------------------------------------- | ------------------------------ |
| Wohnhaus                        | In der Ramm 2 Lage   | 1808    | sechsachsiges Wohnhaus einer Hofanlage, integriertes Backhaus mit Altenteil, bezeichnet 1808 | BW                             |
| Katholische Kirche St. Quirinus | Mühlenstraße 10 Lage | 1883    | Saalbau, Basaltstein, 1883                                                                   | weitere Bilder Fotos hochladen |